# Picaresque
Picaresque é o terceiro álbum de estúdio da banda norte-americana The Decemberists. Foi lançado em 2005, pelo selo Kill Rock Stars. A palavra "picaresque" (do inglês, "picaresca") refere-se a uma forma de sátira em prosa originária da Espanha, que retrata de forma realista e muitas vezes com humor as aventuras de um herói malandro, de baixa classe social, que utiliza-se de sua esperteza para sobreviver em uma sociedade corrupta.

## Gravação
O álbum foi gravado na Igreja Prescott, no nordeste da cidade de Portland, Oregon, a qual a banda alugou por um mês em meados de 2004. Para facilitar o processo criativo, os integrantes da banda encheram um capacete de bicicleta com tiras de papel listando estratégias e ideias para experimentar. Instrumentos não tradicionais no rock foram usados na gravação do álbum, incluindo um acordeão e uma sanfona. O álbum foi produzido por Chris Walla, guitarrista da banda Death Cab for Cutie.

## Lançamento
O álbum inclui a faixa "Sixteen Military Wives", música que teve seu videoclipe distribuído pela banda via BitTorrent. Uma versão em vinil duplo foi lançada nos Estados Unidos, contendo o álbum nos primeiros três lados e um EP de gravações cortadas chamado "Piscaresqueties" no quarto lado. Este EP foi o último lançamento da banda pelo selo Kill Rock Stars. Na Europa, uma versão de vinil com disco único foi lançado pelo selo Rough Trade sem o EP "Picaresqueties"; as primeiras seis faixas aparecem no Lado A, e as cinco finais estão no Lado B.
Uma edição limitada de décimo aniversário prensada em vinil vermelho foi lançada para o Record Store Day de 2015, com o mesmo formato de disco duplo incluindo o EP "Picaresqueties".
Até setembro de 2006, 123.000 cópias haviam sido vendidas somente nos Estados Unidos.

## Recepção
| Críticas profissionais | Críticas profissionais |
| Pontuações agregadas   | Pontuações agregadas   |
| Fonte                  | Avaliação              |
| ---------------------- | ---------------------- |
| Metacritic             | 81/100                 |
| Avaliações da crítica  |                        |
| Fonte                  | Avaliação              |
| AllMusic               | [ 8 ]                  |
| Alternative Press      | [ 9 ]                  |
| Entertainment Weekly   | A−                     |
| The Guardian           | [ 11 ]                 |
| Houston Chronicle      | [ 12 ]                 |
| NME                    | 4/10                   |
| Pitchfork              | 8.3/10                 |
| Rolling Stone          | [ 15 ]                 |
| Spin                   | B+                     |

Picaresque tem uma avaliação de 81/100 no Metacritic, indicando "aclamação universal." O álbum alcançou o número 5 na parada Heatseekers da Billboard e número 128 na Billboard 200. A revista online Pitchfork colocou Picaresque no número 143 da lista dos 200 melhores álbuns da década de 2000.

## Lista de faixas
Todas as faixas escritas e compostas por Colin Meloy. 
| N.º            | Título                                | Duração |  |
| 1.             | "The Infanta"                         | 5:08    |  |
| 2.             | "We Both Go Down Together"            | 3:04    |  |
| 3.             | "Eli, the Barrow Boy"                 | 3:11    |  |
| 4.             | "The Sporting Life"                   | 4:38    |  |
| 5.             | "The Bagman's Gambit"                 | 7:02    |  |
| 6.             | "From My Own True Love (Lost at Sea)" | 3:42    |  |
| 7.             | "Sixteen Military Wives"              | 4:53    |  |
| 8.             | "The Engine Driver"                   | 4:15    |  |
| 9.             | "On the Buss Mall"                    | 6:04    |  |
| 10.            | "The Mariner's Revenge Song"          | 8:46    |  |
| 11.            | "Of Angels and Angles"                | 2:28    |  |
| Duração total: | Duração total:                        | 53:07   |  |